# Subfusil Tipo 100
El subfusil Tipo 100 (一〇〇式機関短銃 Hyaku-shiki kikan-tanju?) fue un subfusil japonés empleado durante la Segunda Guerra Mundial y el único subfusil producido por Japón en números considerables. Fue fabricado en dos variantes básicas mencionadas por fuentes británicas y estadounidenses como el Tipo 100/40 y el Tipo 100/44, el segundo también es conocido como Tipo 100 (Simplificado). Una tercera variante fue una versión plegable del primer modelo, a veces mencionado como Tipo 100 Naval, fabricado para los paracaidistas.

## Diseño

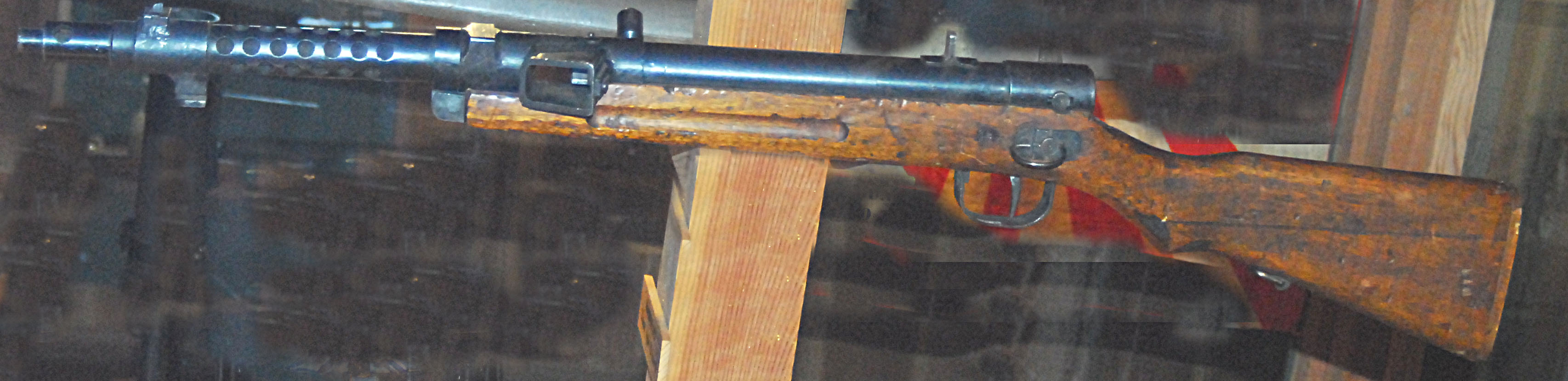
Subfusil Tipo 100.

Diseñado por el general Kijirō Nambu y fabricado por su empresa bajo un contrato militar de baja prioridad, el Tipo 100 era un subfusil que suministrado por primera vez al Ejército Imperial Japonés en 1942. Sorprendentemente, Japón introdujo tardíamente el subfusil en sus Fuerzas Armadas - unos cuantos ejemplares del SIG Bergman 1920 (una versión del MP18 fabricada bajo licencia) fueron comprados a Suiza en la década de 1920. Estos fueron probados y copiados con modificaciones significativas. El Tipo 100 entró en servicio en 1942, siendo empleado por los Infantes de Marina japoneses en la invasión del sur de China.
El Tipo 100 era un típico ejemplo de los subfusiles sencillos y baratos producidos en tiempo de guerra por todas las potencias - diseñado para simplificar al máximo su producción. Estaba basado en un MP18 simplificado, modificado para emplear el cartucho 8 × 22 mm Nambu. Era totalmente automático, enfriado por aire y accionado por retroceso de masas, disparando a cerrojo abierto y alimentado por un cargador extraíble lateral de 30 balas. El ánima del cañón tenía seis estrías a dextrógiro. Algo inusual para un subfusil (pero típico de las armas japonesas de aquel entonces), era un riel para bayoneta montado bajo el cañón. Algunos de estos modelos tenían un bípode, mientras que otros tenían un complejo freno de boca.
El ánima del cañón del Tipo 100 estaba cromada para evitar la corrosión en las junglas asiáticas. Su complejo sistema de alimentación incluía una característica en la cual el percutor no funcionaría hasta que el cartucho se encuentre dentro de la recámara; en combate ocurrieron frecuentes bloqueos. El cartucho que empleaba era el poco potente y relativamente ineficaz 8 x 22 Nambu. El cargador curvo que sobresalía del lado izquierdo desequilibraba el arma cuando estaba lleno. El alza y el punto de mira estaban situados sobre el lado izquierdo del cajón de mecanismos y el cañón.

## Versiones
Durante la guerra se produjeron dos variantes básicas del Tipo 100: el Tipo 100/40 era una primera versión con bípode y riel para bayoneta, que fue considerado insatisfactorio por los frecuentes bloqueos del mecanismo de alimentación, y el Tipo 100/44, que era una versión simplificada de 1944 con una mayor cadencia de disparo y más fiable. Una tercera variante fue una versión aligerada del Tipo 100/40, que fue suministrada con una culata plegable a los paracaidistas de la Armada Imperial Japonesa.
El Tipo 100/40 era complejo y fue diseñado con poca consideración para su producción en serie. Sus mecanismos de puntería y alimentación eran demasiado complicados. Su cadencia de disparo era de unos 350 a 450 disparos por minuto, bloqueándose frecuentemente. El cartucho de pistola 8 x 22 Nambu que empleaba era poco potente, en comparación con los cartuchos militares de pistola contemporáneos, tales como el 9 x 19 Parabellum y el .45 ACP. En la práctica, la bayoneta no fue muy empleada. El Arsenal de Kokura produjo unos 10 000 para el Ejército Imperial Japonés.
Se fabricó una versión plegable de este modelo para los paracaidistas, diseñada con una culata plegable para aligerar su peso. La fiabilidad no fue mejorada y la culata plegable demostró ser poco apta para combate cuerpo a cuerpo que la culata maciza, que resistía mejor un culatazo. Se fabricaron entre 6.000 y 7.500 subfusiles de este modelo en el Arsenal de Nagoya y fueron principalmente suministrados a los paracaidistas de la Armada Imperial Japonesa (Rikusentai), pero también a los paracaidistas del Ejército Imperial Japonés - Teishin Shudan - que los emplearon durante la Batalla de Palembang en febrero de 1942, al atacar campos petroleros. Los paracaidistas de la Armada lo emplearon durante la Batalla de Manado y la Batalla de Timor en los primeros meses de 1942.
La variante Tipo 100/44 de fines de la guerra, el modelo simplificado, fue diseñado en respuesta a las sugerencias venidas de las unidades de primera línea, así como para agilizar la producción en un momento que Japón se batía en retirada a través del Frente del Pacífico - teniendo siempre una alta demanda de subfusiles. La variante de 1944 era ligeramente más larga, con mecanismos de puntería simples y un freno de boca sumamente simplificado, que consistía en dos agujeros perforados en el cañón. El bípode y el gran riel para bayoneta fueron eliminados, en cambio la bayoneta se acoplaba al cañón; por lo tanto, la boca del cañón sobresalía más de su camisa perforada. Las esquinas eran cortadas durante la producción, por lo que varios subfusiles Tipo 100 quedaron con culatas toscamente acabadas y piezas débilmente soldadas. El relativamente débil cartucho de 8 mm continuó siendo empleado, pero la cadencia de disparo fue aumentada significativamente a 800 disparos/minuto. El Tipo 100/44 era bastante ligero, con poco retroceso y demostró ser fiable y bastante preciso para combate a corta distancia. El Arsenal de Nagoya fabricó unos 8.000 subfusiles Tipo 100/44.
A pesar de estas simplificaciones, a Japón le faltaba la infraestructura industrial para producir cantidades adecuadas del Tipo 100. Para 1945, apenas se habían fabricado unos 24.000-27.000.

## Usuarios
- Japón[7]
- China: Empleado por las tropas chinas en la Guerra de Corea.[8]
- Corea del Norte: Empleado por tropas norcoreanas en la Guerra de Corea.[8]
- Corea del Sur: Empleado de forma limitada por las Fuerzas Armadas de la República de Corea en la Guerra de Corea.
- Indonesia
- Malasia
- República de China: Empleó subfusiles capturados durante la Segunda Guerra Mundial y la guerra civil china.
- Vietnam: Empleado por los soldados del Viet Minh en la Guerra de Indochina.